# Siergiej Żuk
Siergiej Jakowlewicz Żuk (ros. Сергей Яковлевич Жук, ur. 23 marca?/4 kwietnia 1892 w Kijowie, zm. 1 marca 1957 w Moskwie) – radziecki hydrotechnik, inżynier, akademik Akademii Nauk ZSRR.

## Życiorys
Uczył się w gimnazjum w Kijowie, a po śmierci ojca w korpusie kadetów w Orle, w 1914 rozpoczął studia w Piotrogrodzkim Instytucie Inżynierów Cywilnych, w listopadzie 1916 ukończył aleksandrowską szkołę wojskowo-inżynieryjną. Po ukończeniu nauki został skierowany do batalionu saperskiego na Syberii, wstąpił do Białej Armii i brał udział w wojnie domowej, w 1919 wraz z resztkami armii Kołczaka dostał się do niewoli i wówczas przeszedł na służbę do Armii Czerwonej. Został wykładowcą w szkole wojskowej, nauczał w szkole artylerii w Sumach i w szkole piechoty w Połtawie. 10 stycznia 1931 został aresztowany pod zarzutem przynależności do kontrrewolucyjnej organizacji oficerskiej, później wraz z innymi więźniami budował Kanał Białomorsko-Bałtycki, 14 lipca 1932 został wypuszczony, później brał dalszy udział w budowie kanału jako zastępca głównego inżyniera, zajmując się m.in. zagadnieniami hydrotechnicznymi. W październiku 1932 został zastępcą głównego inżyniera, a w grudniu 1933 głównym inżynierem budowy Kanału Moskwa-Wołga (później oddanego do użytku jako Kanał imienia Moskwy), od września 1935 do września 1937 był głównym inżynierem budownictwa dwóch hydrowęzłów, rybińskiego i uglickiego, później został głównym inżynierem i p.o. kierownika budowy hydrowęzła kujbyszewskiego. 28 sierpnia 1936 otrzymał stopień inżyniera dywizyjnego, a 11 września 1940 starszego majora bezpieczeństwa państwowego, od września 1940 do sierpnia 1941 pracował w centrali NKWD ZSRR w Moskwie jako główny inżynier i pierwszy zastępca szefa Gławgidrostroja (Głównego Zarządu Budów Hydrologicznych) NKWD ZSRR, po czym został głównym inżynierem i zastępcą szefa Głównego Zarządu Prac Obronnych NKWD ZSRR. Od listopada 1941 do stycznia 1942 był szefem wydziału prac hydrotechnicznych Gławpromstroja (Głównego Zarządu Budownictwa Przemysłowego) NKWD ZSRR, potem objął funkcję szefa Zarządu Projektowo-Poszukiwawczego Prac Hydrotechnicznych Gławpromstroja NKWD ZSRR/MWD ZSRR, 22 lutego 1943 otrzymał stopień generała majora służby inżynieryjno-technicznej. Od 1943 kierował budową Kanału Wołga-Don (budowa trwała do 31 maja 1952), w marcu 1948 został głównym inżynierem Wołgodonstroja MWD ZSRR, od marca 1953 pracował na kierowniczych stanowiskach w Ministerstwie Elektrowni i Przemysłu Elektrycznego ZSRR, w 1953 został akademikiem Akademii Nauk ZSRR jako hydrotechnik. Urnę z jego prochami złożono na cmentarzu przy murze kremlowskim.

## Odznaczenia i nagrody
- Medal Sierp i Młot Bohatera Pracy Socjalistycznej (19 września 1952)
- Order Lenina (trzykrotnie, 4 sierpnia 1933, 5 kwietnia 1952 i 19 września 1952)
- Order Czerwonego Sztandaru (30 stycznia 1951)
- Order Czerwonego Sztandaru Pracy (14 lipca 1944)
- Order Czerwonej Gwiazdy (dwukrotnie, 14 lipca 1937 i 10 grudnia 1945)
- Nagroda Stalinowska (dwukrotnie, 1949 i 1950)
- Medal „Za zasługi bojowe” (3 listopada 1944)
- Medal „Za pracowniczą dzielność” (26 kwietnia 1940)
- Odznaka "Zasłużony Pracownik MWD" (2 listopada 1948)